# Max Tak

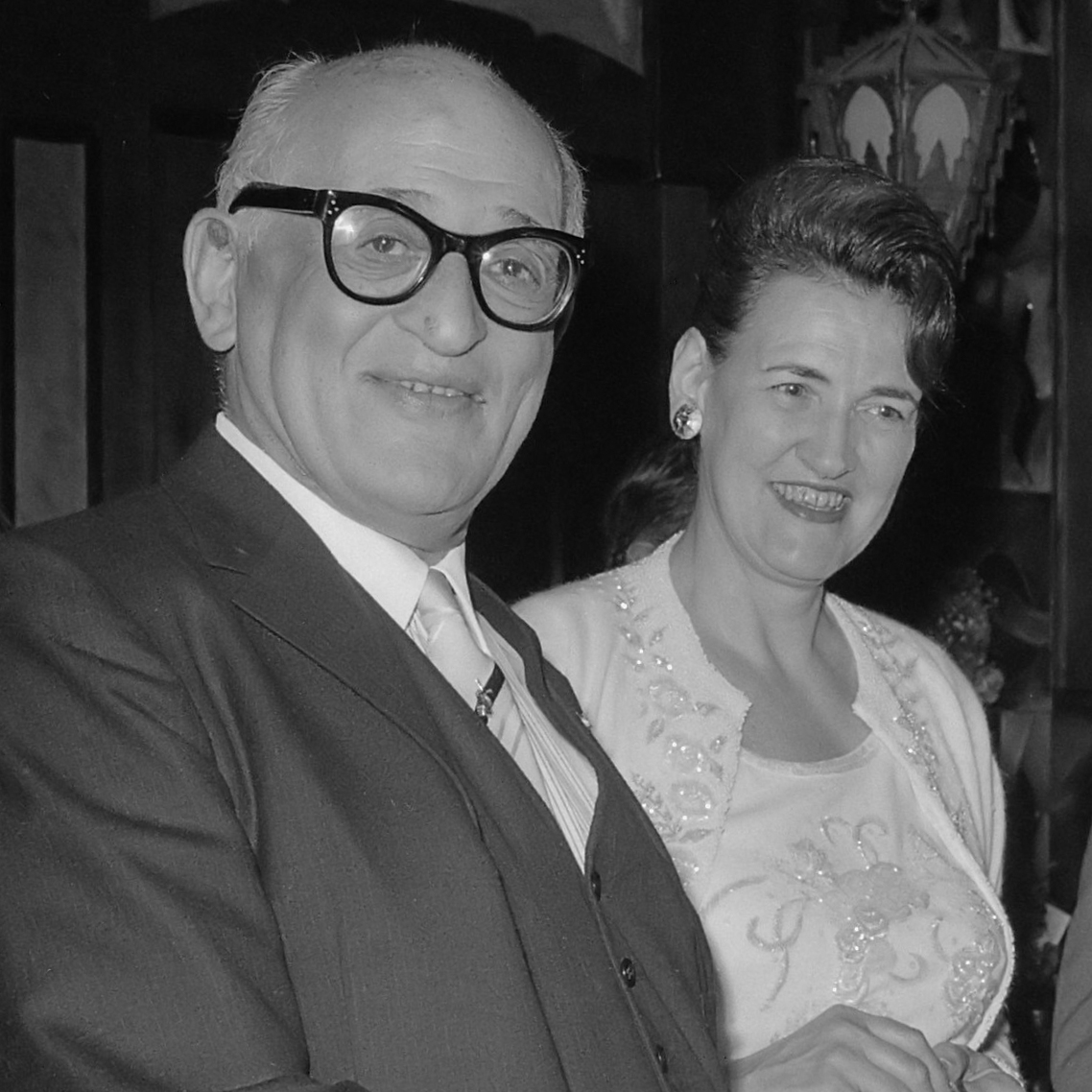
Max Tak (1966)

Marcus (Max) Tak (Amsterdam, 9 augustus 1891 – New York, 8 augustus 1967) was een Nederlands musicus, componist en journalist.

## Levensloop
Tak werd geboren in de Halvemaansteeg in Amsterdam uit een familie van joodse diamantbewerkers. Op jonge leeftijd kreeg hij vioolonderricht van William Klein, Sylvain Noack (Simon Noach) en Johan  Herbschleb, eerste violist in het Concertgebouworkest. In 1906 werd hij door Willem Mengelberg als leerling bij de tweede violen aangenomen. Aan het Amsterdamsch Conservatorium studeerde hij viool bij Alexander Schmuller. Daarnaast nam hij compositieles bij Cornelis Dopper.
Naast zijn werk als orkestmusicus ontwikkelde Tak activiteiten in theater en bioscoop. In 1916 maakte hij definitief de overstap van het Concertgebouworkest naar het Cinema Palace waar hij leider werd van een bioscooporkest. Hier schreef hij arrangementen en composities als begeleiding van de zwijgende films. In 1921 maakte hij de overstap naar het door Abraham Tuschinski opgerichte Tuschinski Theater. Hier zou hij tot de oorlog blijven. Hij componeerde vele melodieën, onder andere bij teksten van zijn Tuschinski-collega Alex de Haas. Daarnaast schreef hij voor tal van Nederlandse films de muziek; onder andere voor De kribbebijter (1935), Pygmalion (1937) en Ergens in Nederland (1940). Ook was hij de productiemanager voor de eerste Nederlandse nasynchronisatie van Walt Disney's Sneeuwwitje en de zeven dwergen (1937).
Bij de Duitse bezetting kwam het Tuschinski-theater in Duitse handen. Tak werd in oktober 1940 ontslagen en vluchtte uit Nederland met het circusgezelschap van Bernard en Oscar van Leer. De groep reisde via België, Frankrijk en Spanje naar Cuba. Tak reisde vervolgens in 1941 naar Curaçao. Hij schreef hier onder meer reclameteksten, werkte bij de radio-omroep en was bedrijfsleider van een paar bioscopen. Met het verdiende geld vertrok hij in 1943 naar New York. Hij verzorgde een wekelijks radio-uurtje voor CBS Radio, Nederland in Oorlogstijd, bestemd voor de Nederlandse zeelieden.
Ook na de oorlog bleef Tak in New York wonen, waar hij correspondent was voor Elsevier's Weekblad en AVRO's Radiojournaal. Ook trad hij op als bemiddelaar. Zo wist hij de eerste Amerikaanse tournee van het Concertgebouworkest te organiseren. Ook droeg hij bij aan het Amerikaanse succes dat Willy Alberti had met het lied Volare.

## Overlijden
Tak overleed één dag voor zijn 76e verjaardag. Hij wilde in Nederland worden begraven, en werd opgebaard in het Concertgebouw in Amsterdam. De rouwstoet trok vervolgens langs zijn geboortestraat de Halvemaansteeg en het Tuschinski Theater. Hij werd begraven op de Israëlitische begraafplaats in Muiderberg.

## Filmografie
- Het meisje met den blauwen hoed (1934)
- De big van het regiment (1935)
- De kribbebijter (1935)
- Het leven is niet zoo kwaad (1935)
- Op Stap (1935)
- Uilenspiegel leeft nog (1935)
- Suikerfreule (1935)
- Amsterdam bij nacht (1936)
- Komedie om Geld (1936)
- Merijntje Gijzen's jeugd (1936)
- Oranje Hein (1936)
- Pygmalion (1937)
- Vadertje Langbeen (1938)
- Veertig jaren (1938)
- De spooktrein (1939)
- Morgen gaat 't beter (1939)
- Wit wint (1939)
- Ergens in Nederland (1940)

## Orkest MaxTak
In de jaren tachtig is het Orkest MaxTak opgericht, een tienkoppig ensemble dat zich naar Tak vernoemde omdat het oude zwijgende films illustreerde. Momenteel werkt Orkest MaxTak ook veel met animatie en moderne film. Tevens heeft het zich ontwikkeld tot een gerenommeerd jeugdmuziektheatergezelschap.